# Katipunan (revolutionaire beweging)

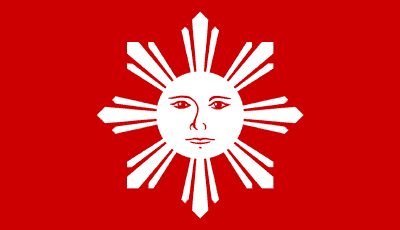
Eerste vlag van de Katipunan (1897)

De Katipunan was een revolutionaire beweging in de Filipijnen. De beweging werd opgericht in 1892 met de doelstelling om de Filipijnse onafhankelijkheid van Spanje te bewerkstelligen. De leider van de beweging was medeoprichter Andrés Bonifacio. De beweging opereerde in eerste instantie ondergronds tot haar bestaan in 1896 werd ontdekt door de Spanjaarden. Direct na de ontdekking brak de Filipijnse revolutie uit.